# Иван Прилепчански
Иван Андонов (Донев) Прилепчански (на македонска литературна норма: Иван Прилепчански) е югославски лекар, микробиолог.

## Биография
Роден е на 31 декември 1905 година в град Щип, тогава в Османската империя, в семейството на заможния търговец железар Андон (Доне) Прилепчански (1857 – 1932) и Анастасия Гичева-Прилепчанска (1859 – 1934) от Прилеп. Брат е на касиера на Щипското братство в София и содафабрикант Георги (Гьошо) Прилепчански (1889 – 1949) и на деятелките на Македонския женски съюз Мария (Маричка) Прилепчанска и София Прилепчанска-Йосифова (1896 – 1931), една от първите български цигуларки, завършила в Грац. По майчина линия е първи братовчед на лекаря и революционер, деец на Македонската младежка тайна революционна организация Тодор Гичев.
Завършва медицина в Грацкия университет в 1935 година. От 1936 година работи в Прилеп, в клиниката за възрастни пациенти, синдикални и социални случаи, която се намира край градските кина.
От 1940 година работи в Щип. Участва в комунистическата съпротива през Втората световна война.
В 1945 година става помощник-министър на здравеопазването на Народна република Македония. От 1948 до 1951 година е директор на Дома на народното здраве в Скопие. Специализира бактериология и до песнионирането си в 1968 година работи в Института за здравна защита. Той е един от основателите на Червения кръст на Македония, Македонското медицинско дружество и Секцията по превантивна медицина на Македония.
Умира на 8 април 1985 година в Скопие.